# Casamarciano
Casamarciano – miejscowość i gmina we Włoszech, w regionie Kampania, w prowincji Neapol.
Według danych na rok 2004 gminę zamieszkiwały 3283 osoby, 547,2 os./km².